# Bartol Kašić
Bartol Kašić (Pag, 15. kolovoza 1575. – Rim, 28. prosinca 1650.) bio je hrvatski katolički svećenik, isusovac, gramatičar, duhovni pisac i prevoditelj. Autor je prve hrvatske gramatike Institutionum linguae illyricae libri duo (1604.).
Različiti su zapisi njegova imena: lat. Bartholomaeus Cassius i Bartolomeo Cassio, potpisivan i s Bogdančić ponekad s dodatkom Pažanin.

## Životopis
Rano je ostao bez oca pa je o njemu skrbio ujak Luka Deodati Bogdančić, paški svećenik, kod kojega je naučio čitati i pisati. Potom je pohađao općinsku školu u Pagu nakon koje se od 1590. školuje u Ilirskom kolegiju u Loretu (kod Ancone) koji su vodili isusovci. Kao darovita i marljiva učenika poslali su ga 1593. na daljnje školovanje u Rim gdje je 1595. stupio u Družbu Isusovu. Pripadao je Rimskoj provinciji. Još kao rimski student počeo je poučavati hrvatski u tamošnjoj Ilirskoj akademiji.
Tada se počeo zanimati za hrvatski jezik te je najkasnije do 1599. sastavio hrvatsko-talijanski rječnik čiji se rukopis od 18. st. čuva u Dubrovniku. Neki proučavatelji Kašićeva djela misle da je to jedan od triju rječnika koje je on sastavio, uz onaj koji se čuva u Perugi i treći u Oxfordu. To je kvalificiralo Kašića za daljnji rad u području hrvatskoga jezika.
Budući da su isusovci vodili brigu o kršćanima u Osmanskom Carstvu i nastojali poučavati na mjesnome jeziku, za to im je u hrvatskome slučaju nedostajao odgovarajući i priručnik. Taj je nedostatak otklonjen kad su 1604. godine u Rimu na latinskome objavljene Institutionum linguae illyricae libri duo (Ustroja ilirskoga/hrvatskoga jezika dvije knjige) – prva gramatika hrvatskoga jezika. Na nešto manje od dvije stotine stranica i u dva dijela (»knjige«) dati su osnovni podatci o hrvatskome (ilirskome) jeziku te je vrlo opširno razložena hrvatska morfologija. Jezik je u osnovi štokavski, ali je u visokoj mjeri prisutna čakavština pa se prepliću stariji i noviji oblici. Iz nepoznatih razloga uz gramatiku nije objavljen rječnik kako će to poslije većinom biti s isusovačkim rječnicima i gramatikama hrvatskoga jezika.
Kašić je za svećenika zaređen 1606. Nakon toga bio je ispovjednik u bazilici sv. Petra u Rimu za hrvatske hodočasnike.
Od 1609. do 1612. godine, boravio je u Dubrovniku i 1612./13. prerušen u trgovca bio je u pučkom misijskom pohodu gdje je posjećivao zapuštene katoličke zajednice po Bosni, Srbiji (od Smedereva do Beograda) i istočnoj Slavoniji (Valpovo, Osijek, Vukovar) o čemu je izvijestio papu. Među tim izvješćima vrijedni su dokumenti dva izvješća o svetištu Gospe Olovske.
Od 1614. do 1618. godine bio je hrvatski ispovjednik u Loretu, u isto vrijeme dok je Lovro Grisogono ondje bio rektorom.
Drugi misionarski pohod obavio je 1618/19. (Potkraj života oba je pohoda opisao u svojoj nedovršenoj Autobiografiji.) Od 1620. do 1633. godine ponovno je u Dubrovniku. Bio je vrlo omiljen propovjednik. Uspio je nagovoriti mlade dubrovačke žene, da redovito dolaze na ispovijed i sv. misu, što su prije puno manje činile. Čitao je evanđelje na hrvatskom jeziku, da ga svi razumiju. Dijelio je knjige, koje je napisao ili preveo, poput katekizma sv. Roberta Bellarminea. Posjećivao je i vjernike na otocima oko Dubrovnika. Značajan je kao prevoditelj na hrvatski pobožnih pučkih knjiga. Za hrvatsku je mariologiju tim više vrijedan jer je među ostalim, piscem prva tiskana životopisa Blažene Djevice Marije na hrvatskom jeziku, nekoliko refleksija o BDM te tako spada među pisce utemeljtelje hrvatske tiskane marijanske literature i velike širitelje štovanja Blažene Djevice Marije u Hrvata.
Nakon toga vraća se u Rim u kojemu ostaje do kraja života.

## Djelo
Od 1613. objavio je niz djela vjersko-poučnoga sadržaja i namjene (o životu sv. Ignacija, sv. Franje Ksaverskog, Isusovu i Marijinu), hagiografski zbornik Perivoj od djevstva (1625. i 1628.), dva katekizma i dr. Potkraj 1627. završio je duhovnu tragediju Sveta Venefrida s podnaslovom »triomfo od čistoće« koja je ostala u rukopisu i objavljena 1938. Godine 1622. Kašić je na hrvatski jezik počeo prevoditi Novi zavjet i to na dubrovačku štokavštinu, a 1625. godine dobio je nalog da prevede cijelu Bibliju. Godine 1633. kompletan prijevod predan je u Rim kako bi dobio odobrenje za tisak, ali su tada nastupile poteškoće jer su neki »našijenci« bili protiv prijevoda na narodnome jeziku. Konačno prijevod je zabranjen (»non est expediens ut imprimatur«). S obzirom na činjenicu da su prijevodi Svetoga pisma na narodni jezik u mnogih naroda imali upravo prevratnu ulogu u usmjeravanju jezične standardizacije, zabrana Kašićeva prijevoda Biblije nanijela je veliku štetu kasnijemu razvoju hrvatskoga književnog jezika. Po sačuvanim rukopisima i uz iscrpne stručne komentare taj je prijevod objavljen tek 2000. godine. Najizdavanije Kašićevo djelo je Ritual rimski koji je u raznim izdanjima do 19. stoljeća bio u uporabi u svim hrvatskim biskupijama i nadbiskupijama osim u zagrebačkoj, a otada i u njoj ostavši službenom liturgijskom knjigom sve do 1929. godine. Tako je taj prvi prijevod obrednika na jedan živi jezik posve izvjesno snažno doprinio afirmaciji hrvatskoga književnoga jezika.
Na hrvatski je oko 1641. godine u Rimu priredio djelo Tome Kempenca Piismo od nasledovanya Gospodinna nasscega Yesussa.

### Bartol Kašić: Ritual rimski, 1640.
Važno je napomenuti da je Ritual rimski odigrao onu ulogu u standardizaciji nacionalnoga jezika kakvu prijevod Biblije, unatoč stilskoj raskoši i kulturnoj važnosti, vjerojatno i ne bi mogao igrati zbog banalne činjenice da je Sveto pismo bilo odlučujujućim uljudbenim čimbenikom kod protestantskih naroda – ali ne i katoličkih, kako pokazuju slučajevi francuskih i poljskih prijevoda. U toj je konstelaciji odnosa katolički obrednik poput Rituala rimskog (koji ima preko 400 stranica) imao snažniji integrativni nacionalnojezični utjecaj. Povijesno je i veoma zanimljivo Kašićevo »bosanstvo«, jer iako rodom čakavac s otoka Paga, odlučio se za »općeni jezik« (lingua communis) oblika štokavske ikavice (iako je Bibliju preveo na dubrovačku štokavsku ijekavicu), kojim je i govorio najveći dio hrvatskoga naroda. Taj štokavski ikavski idiom Kašić zove »naški« ili »bosanski« (dok je za ijekavicu rabio nazivak »dubrovački«, a za čakavštinu »dalmatinski«).
Premda nije pisao lijepu književnost i unatoč činjenici da mu glavno djelo (prijevod Svetoga pisma) nije objavljeno, pisac prve gramatike hrvatskoga jezika pripada najznačanijim Hrvatima od pera u cijeloj hrvatskoj povijesti.

### Prijevod Svetoga pisma
Da bismo pokazali da se radi o esencijalno istome hrvatskom jeziku kakav je sada u službenoj porabi, navest ćemo dio Kašićevog prijevoda Biblije (1622. – 1637.) u suvremenoj grafiji. Ako zamijenimo Kašićev slovopis, tj. umjesto x pišemo ž, sc kao š, gn kao nj, gli kao lj, cz kao c, c kao č, chi kao ć, y kao j, vidjet ćemo da se radi o nešto arhaičnijem izrazu istoga hrvatskoga književnoga jezika kakav je i danas u porabi. Primjer je dan iz »Pjesme nad pjesmama« (Canticum canticorum), u prijepisu Julija Derossija koji je preslovio tekst u modernu grafiju:
Kašić: Rukopis prijevoda Biblije, 1622. – 1637.
Pjesma treća: Zaručnicu dovode zaručniku
B. Kašić, Pjesan od pjesni Salamunovijeh
Prijepis: J. Derossi)
Pjesma 4, 1-16
Zaručnik
Koliko si lijepa, prijateljice moja, koliko si lijepa!
Oči tvoje od golubica bez onega što se unutarnje taji.
Vlasi tvoji kakono stada od koza, koje su uzišle s gore Galaade. Zubi tvoji
kakono stada od ostriježenijeh koje su uzišle iz okupala sve s dvojemi :plodijemi; i neplodna nije meju njimi.
Kakono tračac čerljeni usne tvoje: i besjeden'je tvoje slatko.
Kakono razlomak od šipka, tako lica tvoja, bez onega što se unutarnje taji.
Kakono turan Davidov vrat tvoj, koji je sazdan s branami: tisuće štita vise s njega, sve oružje od jacijeh.
Dvi dojke tvoje kakono dva šteneta od košute, blizanca koja se pasu u lijerijeh.
Dokle sviće dan i prignu se sjena, pojći ću na goru od mire i na glavicu od tamijana.
Sva si lijepa, prijateljice moja, i ockvarnosti nije u tebi.
Dođi s Libana, vjerenico moja, dođi s Libana, dođi: biti ćeš moja okrunjena s verha od Amana i s verha od Sanira i Hermona, s ložišta od lava, s gora od risova.
Ranila si srce moje u jednomu od očiju tvojijeh i u jednoj kosi od vrata tvoga.
Koliko su lijepe dojke tvoje, sestro moja, vjerenico! Ljepše su dojke tvoje od vina: i vonj od pomasti tvojijeh varh svijeh mirisnijeh.
Sat kapeći usne tvoje, vjerenico, med i mlijeko pod jezikom tvojijem: i vonj od odjeća tvojeh kakono vonj od tamijana.
Vrt zaklopljen, sestro moja vjerenico, vrt zaklopljen, vrelo zapečaćeno.
Granice tvoje perivoj od šipaka s plodijemi od jabuka: od cipra s despikom.
Despik i soforana, kora i kanijela, sa svjemi stabrijemi od Libana, od mire i od aloje sa svjemi najprvijemi pomastjemi.
Kladenac od vrta: bunar od voda živijeh koje teku s naglostju s Libana.
Ili, po nekim prosudbama:
»Prelistavajući starozavjetne i novozavjetne Kašićeve tekstove u Sveučilišnoj knjižari i antikvarijatu Dominović, u kožnomu uvezu sa zlatotiskom, u velikomu formatu i na debelomu papiru, teško oko 6 i pol kilograma, jezik je gotovo isti kao u Zagrebačkoj Bibliji u redakciji Bonaventure Dude i Jure Kaštelana, malčice arhaičan.«
(Slobodna Dalmacija, članak Petra Bašića)
Dapače – možemo razmotriti sljedeće brojke: najugledniji prijevod Biblije na engleski jezik, verzija kralja Jakova ili autorizirana verzija (King James version), koja je snažno utjecala na oblik engleskoga jezika, objavljena je 1611. godine – dakle, svega dva desetljeća prije Kašićeva prijevoda. Ta riznica engleskoga jezika ima 12.143 različite riječi (izvorno, Biblija broji 8674 različitih hebrejskih, te 5624 grčkih riječi). No, Kašićev prijevod (koji nije sačuvan u cijelosti, jer nedostaju dijelovi Staroga zavjeta) broji oko 20.000 različitih riječi – što je više od engleske autorizirane verzije, kao i od izvornika. Sve to govori o jezičnoj invenciji i tvorbenoj bujnosti oca hrvatskoga jezikoslovlja.

## Hrvatstvo Kašićeva jezika
Iako je jezik Bartola Kašića očigledno i jedinstveno hrvatski, jer se u takvom obliku ne javlja kod drugih južnoslavenskih naroda, nije bila rijetkost da su mu u srpskim filološkim krugovima osporavali hrvatstvo jer svoj jezik nije izrijekom nazvao hrvatskim, a neki su ga srpski filolozi čak otvoreno svojatali. Činjenica je da Kašić nije nigdje izričito nazivao svoj jezik hrvatskim, nego ga je zvao lingua illyrica ili jezik slovinski, bosanski, dalmatinski ili dubrovački (pretpostavlja se da se u to zapleo iako su Hrvati njegova doba jezik nazivali arvackim zato što se bojao mletačkih vlasti te zbog nekih drugih utjecaja). No dovoljno je bilo pogledati njegovo gramatičarsko djelo Institutiones linguae Illyricae gdje među pridjevima kojima se označava nacionalnost stoji "Slovinski=Illyricus", a u njegovu rječniku stoji "Harvacchi=Sclavono, Harvatski=Sclavone, Harvat=Croato", čime se vidi da su to sve istoznačnice za Kašića. Njegovo razlikovanje jezika se vidi i kod grupiranja prijevoda Biblije, gdje svoj prijevod stavlja u jednu skupinu i naziva ga slavonicis, dalmaticis seu illyricis, a drugu skupinu naziva serblianis seu ruthenicis.
Indikativno je da je svom djelu Pjesni duhovne uvrstio pjesmu, posvetu svoga prijatelja, kotorskog vlastelina Mara Dragovića, koja je sadržavala stihove:
Naši Dalmatini, i vas Rod Hrvacki
Držat će u cini pjevanja glas rajski

## Djela
- Razlika skladanja slovinska, 1599., (ostao u rukopisu, tiskan kao Hrvatsko-talijanski rječnik s Konverzacijskim priručnikom, prir. Vladimir Horvat, Kršćanska sadašnjost, Zagreb 1990.,[10] 2. izmj. izd. 2011.[11])
- Prva hrvatska gramatika, odnosno Institutionum linguae Illyricae libri duo Rim, 1604. (prijetisak Köln—Beč 1977., CD Zagreb 2001. hrv. prijevod Osnove ilirskoga jezika udvije knjige, Zagreb 2002., 2. izd. Zagreb—Mostar, 2005)
- Nacin od meditationi i molitvae koyase cinij pametyu nascom, Rim, 1613.
- Istoria loretana od sfetae kuchiae Bogorodicinae, Rim, 1617.
- Nauk karstyanski kratak, Rim, 1617. (izgubljeno), 1633.
- Piesni duhovnae od pohvalaa Boxyieh, Rim, 1617. (prijetisak München, 1978.)
- Xivot s. Ignatia skrachieni, Rim, 1624.
- Perivoy od dievstva illi xivoti od dievica, Rim, 1625., Venecija, 1628.
- Zarçalo naukka karstyanskoga. Od iʃpovieʃti, i od priceʃtenya, Rim, 1631, 1671.
- Zarçalo malo (izgubljeno).
- Xivot Gospodina nascega Isukarsta, Rim, 1638., Venecija, 1700.
- Xivot sfetoga Franceska Saveria od Druxbae Yesussovae, apoʃtola od India, Rim, 1638.
- Kalendar iz Missala rimskoga. Spovidanye pravae virae, Rim, 1640.
- Ritual rimski (Rituale Romanum). Rim, 1640. (prijetisak Zagreb, 1993.), Senj 1824., Venecija 1827., Zagreb, 1859., 1878., Sarajevo 1887.
- Tomme od Kempisa kanonika regulara od reda s. Agustina Piismo od nasledovanya Goʃpodinna Naʃʃcega Yeʃʃuʃa, Rim, 1641.
- Vanghielia i pistule istomaccene s Missala novvoga rimskoga u iesik dubrovacki sa grada i darxave dubrovacke, Rim, 1641. Dubrovnik, 1784., (Vandjelja i kgnighe apostolske istomacene iʃ Missala novoga rimskoga u jeʃik slovinski, 1841.)
- Putovanja južnoslavenskim zemljama, Privlaka 1987.
- Autobiografija isusovca Bartola Kašića u prijevodu i izvorniku, prir i s lat. preveo Vladimir Horvat, Školska knjiga, Zagreb 2006.[12]
- Venefrida. Eine Tragödie, Bamberg 1991.
- Izabrana štiva, (s bibliografijom), Zagreb 1997.
- Biblia sacra. Versio Illyrica selecta, 1–2. Biblia Slavica, IV/2., Paderborn—München—Wien—Zürich, 1999–2000.
- Bartol Kašić. Izbor iz djela., Stoljeća hrvatske književnosti, knj. 103, prir. i transkrib. Darija Gabrić-Bagarić, Matica hrvatska, Zagreb, 2010.[13]

## Vanjske poveznice
- Bartol Kašić (u. 28. 12. 1650.), prva hrv. gramatika i prvi prijevod Biblije - TV kalendar 2015.
- Moderan prijevod (Zagrebačka Biblija 2000.), dostupan na Web stranici
- »Hrvatska biblija Bartola Kašića« (Slobodna Dalmacija, 5. prosinca 2000.)
- BARTOL KAŠIĆ: BIBLIJA (BIBLIA SACRA)-EDICIJA BIBLIA SLAVICA  Arhivirana inačica izvorne stranice od 17. lipnja 2016. (Wayback Machine)
- Matica hrvatska:Kašićev prijevod Svetoga pisma i liturgijskih knjiga  Arhivirana inačica izvorne stranice od 29. prosinca 2017. (Wayback Machine)
- [neaktivna poveznica]
- Hrvatski biografski leksikon: Kašić, Bartol
- DIKAZ - Digitalna knjižnica Zadar: 1. Rituale Romanum = Ritual rimski., 2. Xivot Gospodina nascega Isukarsta = Vita del Signor nostro
- Ritval Rimski: po Bartolomeu Kassichiu od Druxbae Yesusovae
- Bartol Kašić: Xivot gospodina nascega Isvkarsta
- Bartol Kašić: Zarçalo navkka karstyanskoga Od Ispovíesti, i od Pricestenya
- Bartol Kašić: Perivoy od dievstva illi xivoti od dievica
- Bartol Kašić: Institutionum linguae illyricae libri duo